# شانل استیرز
شانل استیرز (انگلیسی: Shanele Stires؛ زادهٔ ۲۱ مهٔ ۱۹۷۲) بازیکن بسکتبال، و سرمربی (بسکتبال) اهل ایالات متحده آمریکا است.